# Lipnitsa
Lipnitsa (bulgariska: Липница) är ett distrikt i Bulgarien.   Det ligger i kommunen Obsjtina Mizija och regionen Vratsa, i den nordvästra delen av landet, 110 km norr om huvudstaden Sofia.
Trakten runt Lipnitsa består till största delen av jordbruksmark. Runt Lipnitsa är det ganska glesbefolkat, med 45 invånare per kvadratkilometer.